# 5784 Yoron
5784 Yoron este un asteroid din centura principală, descoperit pe 9 februarie 1991, de Akira Natori și Takeshi Urata.